# Isabel Serra
Isabel Serra Sánchez, née le 15 août 1989 à Madrid, est une femme politique espagnole. Membre de Podemos, elle est députée à l'Assemblée de Madrid de 2015 à 2021, puis députée européenne depuis 2024.

## Biographie
Elle naît le 15 août 1989 à Madrid. Son père est journaliste, chroniqueur dans Libertad Digital. Elle est la sœur de Clara Serra Sánchez, également députée à l'Assemblée de Madrid et porte-parole du groupe Podemos pendant la Xe législature.
Elle suit des études de philosophie, puis obtient un master en économie internationale et développement à l'Université complutense de Madrid. Pendant ses études, elle participe au mouvement étudiant contre le processus de Bologne, cofonde le collectif Jeunesse Sans Futur, et participe au Mouvement des Indignés. Elle milite au parti Gauche anticapitaliste (IA) entre 2010 et 2018.
Elle s'engage au sein de Podemos dès les débuts du parti et fait ainsi partie des signataires du manifeste « Mover ficha » avec lequel il s'est lancé en janvier 2014. Cette même année, elle figure sur la liste du parti pour les élections européennes, mais n'est pas élue. Il fait partie de la direction politique du parti dans la Communauté de Madrid depuis 2015.
Candidate pour Podemos aux élections à l'Assemblée de Madrid de 2015, elle est élue députée pour la Xe législature
Au sein de Podemos, elle mène l'aile anticapitaliste du parti, et s'est présentée à ce titre aux élections primaires pour le secrétariat général de Podemos Madrid en décembre 2017. Elle est battue par Julio Rodríguez, ex-chef d'État-Major des armées.
Le 27 avril 2018, elle annonce son départ d'IA pour cause de « divergences avec certaines décisions politiques et stratégiques ».
En 2019, elle concourt aux primaires de Podemos pour déterminer la tête de la liste du parti aux élections à l'Assemblée de Madrid de 2019. Choisie lors de ces primaires, elle se présente aux élections comme tête de la liste d'Unidas Podemos-Izquierda Unida-Madrid En Pie, et obtient 7 sièges.